# Tomas Eneroth

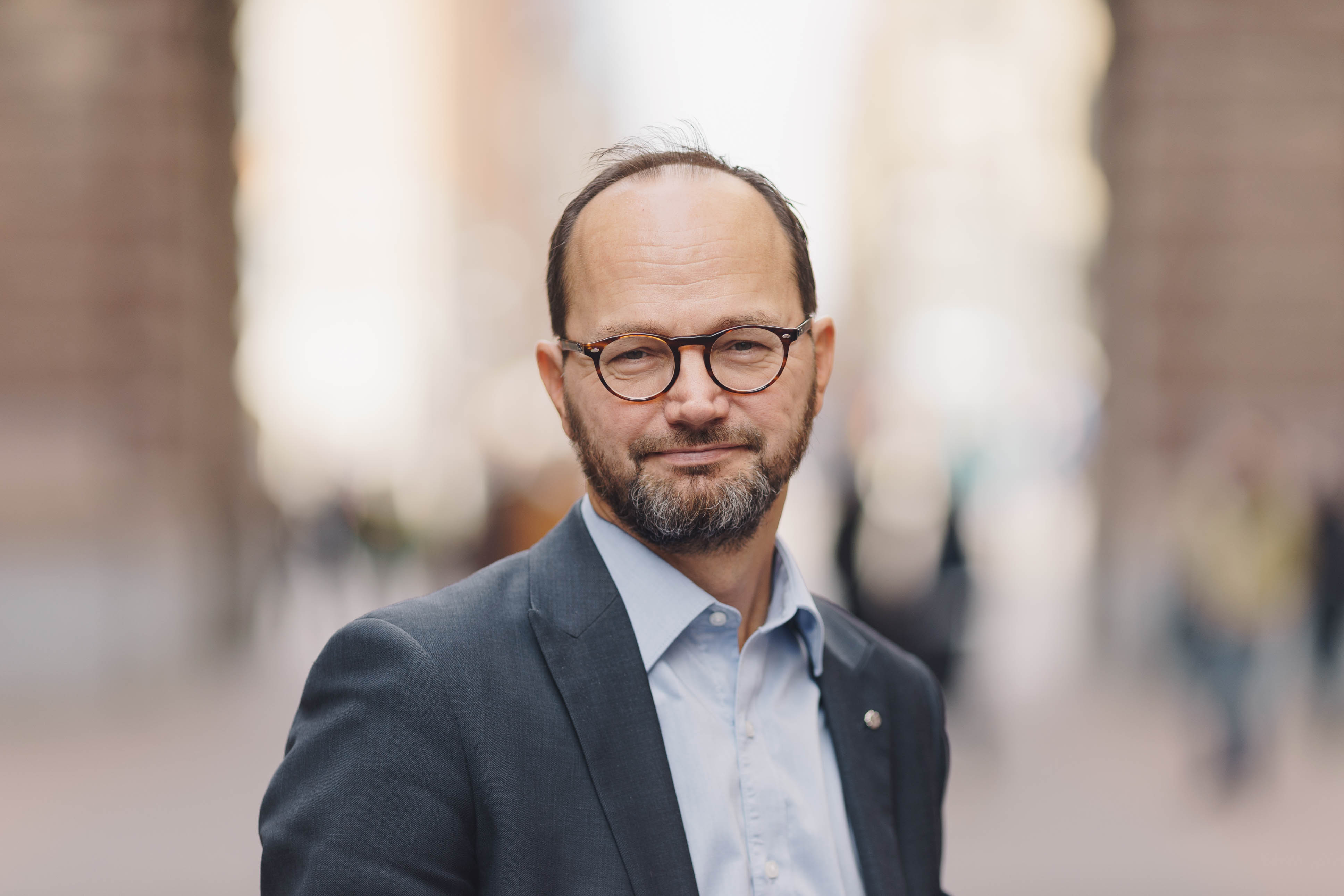
Tomas Eneroth, 2016

Tomas Eneroth (* 4. Dezember 1966 in Växjö) ist ein schwedischer Politiker (SAP) und war von 2017 bis 2022 Minister für Infrastruktur. Zwischen 2014 und 2017 war er zuvor Fraktionsvorsitzender der Sozialdemokraten im schwedischen Reichstag.

## Leben
Nach seinem Studium der Staatswissenschaft und Soziologie in Växjö arbeitete Eneroth zunächst in der Autoindustrie und engagierte sich in der Jugendorganisation der Sozialdemokraten SSU und in der Gewerkschaft IF Metall. Bei der Reichstagswahl 1994 wurde Eneroth in den schwedischen Reichstag gewählt. Dort war er Mitglied im Bildungs-, Sozialversicherungs- und Wirtschaftsausschuss. Von 2002 bis 2006 war er Vorsitzender des Sozialversicherungsausschusses. Weiterhin ist er seit 2006 Mitglied der Kriegsdelegation, die im Kriegsfall den Reichstag ersetzen kann.
Nach der Reichstagswahl 2014 folgte Eneroth als Vorsitzender der sozialdemokratischen Reichstagsgruppe auf Mikael Damberg, der Wirtschaftsminister wurde.  Nach dem Rücktritt von Anna Johansson wurde Eneroth am 28. Juli 2017 Infrastrukturminister.

## Kabinette
Von 2017 bis 2022 war Eneroth Infrastrukturminister in den folgenden Regierungen: 
- Regierung Löfven I
- Regierung Löfven II
- Regierung Löfven III
- Regierung Andersson